# Massinga
Massinga és un municipi de Moçambic, situat a la província de Inhambane, a 70 kilòmetres de Maxixe. En 2007 comptava amb una població de 20.930 habitants. És capital del districte de Massinga i fou elevada a municipi el 2 d'abril de 2008. A les eleccions locals de 2008 fou nomenat primer president del consell municipal Clemente Boca, del Frelimo.